# Chlorospatha macphersonii
Chlorospatha macphersonii är en kallaväxtart som beskrevs av Thomas Bernard Croat och L.P.Hannon. Chlorospatha macphersonii ingår i släktet Chlorospatha och familjen kallaväxter. Inga underarter finns listade.